# Cyanocnemis aureofrons
Cyanocnemis aureofrons är en trollsländeart som beskrevs av Maurits Anne Lieftinck 1949. Cyanocnemis aureofrons ingår i släktet Cyanocnemis och familjen flodflicksländor. IUCN kategoriserar arten globalt som otillräckligt studerad. Inga underarter finns listade i Catalogue of Life.